# Oost-Pruisisch voetbalkampioenschap 1925/26
In 1925/26 werd het elfde Oost-Pruisisch voetbalkampioenschap gespeeld, dat georganiseerd werd door de Baltische voetbalbond.
VfB Königsberg werd kampioen en plaatste zich voor de Baltische eindronde. Ook hier werd de club kampioen en plaatste zich zo voor de eindronde om de Duitse landstitel. De club verloor in de eerste ronde van Hertha BSC. Voor het eerst mocht ook de vicekampioen naar de eindronde, hier werd Viktoria Allenstein vierde. 

## Reguliere competitie
Net als vorig jaar werden de zeven regionale Bezirksliga's gespeeld. Vanaf volgend jaar werd de competitie wel hervormd. De Bezirksliga's bleven bestaan maar werden gedegradeerd tot de tweede klasse. Voor Oost-Pruisen kwam er een nieuw uniforme competitie, de Ostpreußenliga. De twee beste teams uit de Bezirksliga Königsberg waren hiervoor geplaatst. Van de andere competities plaatsten twee clubs zich voor de Bezirkspokal, waar nog drie clubs een startticket kregen voor de Ostpreußenliga. De tweede plaatsen van de Bezirkspokale en de derde plaats uit Königsberg speelden volgend jaar de promotie-eindronde om te promoveren naar de Ostpreußenliga.

### Bezirksliga Königsberg
| Plaats | Club                             | Wed.           | W              | G              | V              | Saldo          | Ptn.           |
| ------ | -------------------------------- | -------------- | -------------- | -------------- | -------------- | -------------- | -------------- |
| 1.     | VfB 1900 Königsberg              | 12             | 10             | 1              | 1              | 66:10          | 21             |
| 2.     | SV Prussia-Samland Königsberg    | 12             | 10             | 0              | 2              | 45:9           | 20             |
| 3.     | SV Rasensport-Preußen Königsberg | 12             | 6              | 3              | 3              | 42:31          | 15             |
| 4.     | Königsberger STV                 | 12             | 4              | 1              | 7              | 30:35          | 9              |
| 5.     | SC Hansa Königsberg              | 12             | 4              | 0              | 8              | 25:55          | 8              |
| 6.     | SpVgg ASCO Königsberg            | 12             | 4              | 0              | 8              | 23:51          | 8              |
| 7.     | SV Concordia 1911 Königsberg     | 12             | 1              | 1              | 10             | 17:57          | 3              |
| 8.     | SC Rothenstein Königsberg        | Teruggetrokken | Teruggetrokken | Teruggetrokken | Teruggetrokken | Teruggetrokken | Teruggetrokken |
| 9.     | SC Baltia 1903 Königsberg        | Teruggetrokken | Teruggetrokken | Teruggetrokken | Teruggetrokken | Teruggetrokken | Teruggetrokken |

|  | Geplaatst voor Ostpreußenliga 1926/27                                     |
|  | Geplaatst voor kwalificatieronde 1926/27                                  |
|  | SC Rothenstein trok zich op 1925 terug en alle uitslagen werden geschrapt |
|  | SC Baltia trok zich voor de competitiestart terug                         |

### Bezirksliga Tilsit
| Plaats | Club                          | Wed.           | W              | G              | V              | Saldo          | Ptn.           |
| ------ | ----------------------------- | -------------- | -------------- | -------------- | -------------- | -------------- | -------------- |
| 1.     | SpVgg Memel                   | 8              | 6              | 0              | 2              | 32:12          | 12             |
| 2.     | SC Lituania 1904 Tilsit       | 8              | 4              | 1              | 3              | 28:14          | 9              |
| 3.     | VfK Tilsit 1911/1921          | 8              | 3              | 1              | 4              | 21:25          | 7              |
| 4.     | VfB Tilsit                    | 8              | 3              | 0              | 5              | 14:24          | 6              |
| 5.     | Garnisons-SV von Boyen Tilsit | 8              | 2              | 0              | 6              | 8:28           | 4              |
| 6.     | VfL Ragnit                    | Teruggetrokken | Teruggetrokken | Teruggetrokken | Teruggetrokken | Teruggetrokken | Teruggetrokken |

|  | Geplaatst voor Bezirkspokal Ost                                                              |
|  | Ragnit trok zich in november 1925 terug uit de competitie en alle uitslagen werden geschrapt |

### Bezirksliga Insterburg-Gumbinnen
Het doelsaldo klopt niet volledig. SpVgg Eydtkuhnen is een fusietussen SC Ost Eydtkuhnen en SV Eydtkuhnen. 
| Plaats | Club                      | Wed. | W  | G | V  | Saldo | Ptn. |
| ------ | ------------------------- | ---- | -- | - | -- | ----- | ---- |
| 1.     | SV Insterburg             | 12   | 10 | 0 | 2  | 67:36 | 20   |
| 2.     | FC Preußen 1907 Gumbinnen | 12   | 9  | 0 | 3  | 31:28 | 18   |
| 3.     | SV Yorck Insterburg       | 12   | 7  | 1 | 4  | 46:36 | 15   |
| 4.     | SC Preußen Insterburg     | 12   | 7  | 0 | 5  | 55:32 | 14   |
| 5.     | SV Stallupönen            | 12   | 5  | 1 | 6  | 21:36 | 11   |
| 6.     | SpVgg Eydtkuhnen          | 12   | 2  | 0 | 10 | 18:34 | 4    |
| 7.     | VfL 1922 Gumbinnen        | 12   | 1  | 0 | 11 | 7:42  | 2    |

|  | Geplaatst voor Bezirkspokal Ost |

### Bezirksliga Südostpreußen
| Plaats | Club                     | Wed. | W | G | V | Saldo | Ptn. |
| ------ | ------------------------ | ---- | - | - | - | ----- | ---- |
| 1.     | SV Viktoria Allenstein   | 6    | 5 | 0 | 1 | 20:6  | 10   |
| 2.     | SV Allenstein 1910       | 6    | 3 | 2 | 1 | 20:15 | 8    |
| 3.     | SV Hindenburg Allenstein | 6    | 1 | 1 | 4 | 15:19 | 3    |
| 4.     | VfB Osterode             | 6    | 1 | 1 | 4 | 7:22  | 3    |

|  | Geplaatst voor Bezirkspokal West |

### Bezirksliga Masuren
| Plaats | Club                   | Wed. | W | G | V | Saldo | Ptn. |
| ------ | ---------------------- | ---- | - | - | - | ----- | ---- |
| 1.     | SV Sensburg 1920       | 7    | 6 | 0 | 1 | 21:6  | 12   |
| 2.     | SV Masovia Lyck        | 7    | 6 | 0 | 1 | 17:10 | 12   |
| 3.     | SVgg Hindenburg Lötzen | 7    | 1 | 1 | 5 | 11:16 | 3    |
| 4.     | SV Marggabowa 1915     | 7    | 1 | 1 | 5 | 13:21 | 3    |
| 5.     | SV Lötzen (1)          | 4    | 1 | 0 | 3 | 2:11  | 2    |

(1): SV Lötzen trok zich voor de competitiestart terug, maar nam wel aan de terugronde deel. 
|  | Geplaatst voor Bezirkspokal Süd + play-off eerste plaats |

Play-off
|              |                 |       |                  |        |
| 20 juni 1926 | SV Masovia Lyck | 3 – 1 | SV Sensburg 1920 | Lötzen |
| 20 juni 1926 |                 |       |                  | Lötzen |

### Bezirksliga Ostpreußen West
Marienburger MSV 1924 nam de naam SV Hochmeister Marienburg aan. 
| Plaats | Club                      | Wed. | W  | G | V  | Saldo | Ptn. |
| ------ | ------------------------- | ---- | -- | - | -- | ----- | ---- |
| 1.     | SV Viktoria Elbing        | 12   | 11 | 1 | 0  | 40:10 | 23   |
| 2.     | VfR Hansa Elbing          | 12   | 8  | 1 | 3  | 35:15 | 17   |
| 3.     | Elbinger SV 1905          | 12   | 6  | 3 | 3  | 36:24 | 15   |
| 4.     | PSV Elbing                | 11   | 5  | 0 | 6  | 19:27 | 10   |
| 5.     | SV Preußen Marienwerder   | 12   | 4  | 2 | 6  | 25:29 | 10   |
| 6.     | SV Hochmeister Marienburg | 12   | 2  | 0 | 10 | 10:45 | 4    |
| 7.     | Marienburger SV 1905      | 11   | 1  | 1 | 9  | 20:35 | 3    |

|  | Geplaatst voor Bezirkspokal West |

### Bezirksliga Ostpreußen Mitte
| Plaats | Club                     | Wed.           | W              | G              | V              | Saldo          | Ptn.           |
| ------ | ------------------------ | -------------- | -------------- | -------------- | -------------- | -------------- | -------------- |
| 1.     | SV Hindenburg Rastenburg | 7              | 5              | 2              | 0              | 54:12          | 12             |
| 2.     | Rastenburger SV          | 7              | 4              | 2              | 1              | 28:12          | 10             |
| 3.     | VfB Gerdauen             | 8              | 3              | 1              | 4              | 15:30          | 7              |
| 4.     | VfL Rastenburg           | 8              | 2              | 1              | 5              | 15:34          | 5              |
| 5.     | SV Korschen 1919         | 6              | 1              | 0              | 5              | 8:32           | 2              |
| 6.     | VfB Bartenstein          | Teruggetrokken | Teruggetrokken | Teruggetrokken | Teruggetrokken | Teruggetrokken | Teruggetrokken |

|  | Geplaatst voor Bezirkspokal Süd                                                                       |
|  | VfB Bartenstein trok zich in november 1925 terug uit de competitie en alle uitslagen werden geschrapt |

## Eindronde
De kwalificatie voor de eindronde werd vorig jaar afgedwongen. De twee beste clubs uit de overgangsronde van de Bezirksliga Königsberg en de drie winnaars van de Bezirkspokale mochten deelnemen. 
| Plaats | Club                          | Wed. | W | G | V | Saldo | Ptn. |
| ------ | ----------------------------- | ---- | - | - | - | ----- | ---- |
| 1.     | VfB Königsberg                | 4    | 4 | 0 | 0 | 14:4  | 8:0  |
| 2.     | SV Viktoria Allenstein        | 4    | 3 | 0 | 1 | 10:6  | 6:2  |
| 3.     | SV Prussia-Samland Königsberg | 4    | 1 | 1 | 2 | 14:8  | 3:5  |
| 4.     | SpVgg Memel                   | 4    | 1 | 1 | 2 | 5:14  | 3:5  |
| 5.     | SV Masovia Lyck               | 4    | 0 | 0 | 4 | 1:12  | 0:8  |

|  | Kampioen, geplaatst voor Baltische eindronde |
|  | Geplaatst voor Baltische eindronde           |

## Bezirkspokale
De winnaars van de Bezirkspokale plaatsten zich voor de nieuwe Ostpreußenliga, die in 1926/27 van start ging en waardoor er voor Oost-Pruisen nog maar één uniforme competitie was in plaats van de zeven Bezirksliga's. De tweede plaatsen mochten deelnemen aan de promotie-eindronde. 

### Bezirkspokal Ost
| Plaats | Club                 | Wed. | W | G | V | Saldo | Ptn. |
| ------ | -------------------- | ---- | - | - | - | ----- | ---- |
| 1.     | SpVgg Memel          | 3    | 3 | 0 | 0 | 12:5  | 6    |
| 2.     | SV Insterburg        | 3    | 2 | 0 | 1 | 9:8   | 4    |
| 3.     | SC Lituania Tilsit   | 3    | 1 | 0 | 2 | 6:7   | 2    |
| 3.     | FC Preußen Gumbinnen | 3    | 0 | 0 | 3 | 3:10  | 0    |

|  | Geplaatst voor Ostpreußenliga 1926/27           |
|  | Geplaatst voor kwalificatieronde Ostpreußenliga |

### Bezirkspokal Süd
| Plaats | Club                     | Wed. | W | G | V | Saldo | Ptn. |
| ------ | ------------------------ | ---- | - | - | - | ----- | ---- |
| 1.     | Rastenburger SV          | 3    | 3 | 0 | 0 | 7:3   | 6    |
| 2.     | SV Hindenburg Rastenburg | 3    | 2 | 0 | 1 | 6:4   | 4    |
| 3.     | SV Masovia Lyck          | 3    | 1 | 0 | 2 | 3:5   | 2    |
| 3.     | SV Sensburg 1920         | 3    | 0 | 0 | 3 | 4:8   | 0    |

|  | Geplaatst voor Ostpreußenliga 1926/27           |
|  | Geplaatst voor kwalificatieronde Ostpreußenliga |

### Bezirkspokal West
| Plaats | Club                   | Wed. | W | G | V | Saldo | Ptn. |
| ------ | ---------------------- | ---- | - | - | - | ----- | ---- |
| 1.     | SV Viktoria Allenstein | 3    | 3 | 0 | 0 | 20:4  | 6    |
| 2.     | SV Viktoria Elbing     | 3    | 2 | 0 | 1 | 8:7   | 4    |
| 3.     | SV Allenstein          | 3    | 1 | 0 | 2 | 10:18 | 2    |
| 3.     | VfR Hansa Elbing       | 3    | 0 | 0 | 3 | 5:14  | 0    |

|  | Geplaatst voor Ostpreußenliga 1926/27           |
|  | Geplaatst voor kwalificatieronde Ostpreußenliga |